# Marcin Mastalerek
Marcin Mastalerek (ur. 15 września 1984 w Szczecinie) – polski polityk, działacz samorządowy, poseł na Sejm VII kadencji, w latach 2023–2025 sekretarz stanu w Kancelarii Prezydenta RP i szef Gabinetu Prezydenta RP.

## Życiorys
W młodości trenował piłkę nożną w Pogoni Szczecin i Arkonii Szczecin. W 2008 ukończył studia na kierunku stosunki międzynarodowe na Uniwersytecie Szczecińskim. Był pełnomocnikiem komitetu obywatelskiej inicjatywy ustawodawczej na rzecz ulg dla studentów. Zaangażował się w działalność Prawa i Sprawiedliwości oraz Forum Młodych PiS, na czele którego stał od marca 2011 do lipca 2014.
W wyborach samorządowych w 2010 został wybrany do sejmiku łódzkiego, objął funkcję przewodniczącego klubu radnych PiS. W wyborach parlamentarnych w 2011 został liczbą 8509 głosów wybrany na posła z listy Prawa i Sprawiedliwości w okręgu sieradzkim. W Sejmie zasiadał m.in. w Komisji Innowacyjności i Nowoczesnych Technologii, Komisji Administracji i Cyfryzacji, Komisji Mniejszości Narodowych i Etnicznych oraz Komisji Gospodarki. W listopadzie 2014 został rzecznikiem prasowym PiS, a w lipcu 2015 przestał pełnić tę funkcję. W późniejszym czasie został wykluczony z partii.
W 2015 współtworzył zwycięskie kampanie – prezydencką Andrzeja Dudy i parlamentarną PiS. W tym samym roku nie wystartował w kolejnych wyborach parlamentarnych. W 2016, po objęciu funkcji prezesa zarządu PKN Orlen przez Wojciecha Jasińskiego, Marcin Mastalerek został dyrektorem ds. komunikacji korporacyjnej w tym koncernie, pełnił tę funkcję do jesieni 2017. W listopadzie 2018 został wiceprezesem Ekstraklasy, pełnił tę funkcję do września 2023. We wrześniu 2020 został doradcą społecznym prezydenta Andrzeja Dudy. W październiku 2023 powołany przez prezydenta na stanowiska sekretarza stanu w Kancelarii Prezydenta RP oraz szefa Gabinetu Prezydenta RP. W sierpniu 2025 zakończył pełnienie tych funkcji.

## Odznaczenia
- Krzyż Oficerski Orderu Odrodzenia Polski (2025)[14]